# Мавзолей в селе Шарифан
Мавзолей в селе Шарифан (азерб. Şərifan türbəsi, Şərifan məqbərəsi, Şərifan sərdabəsi) — мавзолей расположенный вблизи села Шарифан, в Зангеланском районе Азербайджана.
По мнению Ниязи Рзаева, сооружение имело культовое значение, и использовалось для ибадата или являлось ханакой.
Распоряжением Кабинета министров Азербайджанской Республики от 2 августа 2001 года мавзолей взят под охрану государства как архитектурный памятник государственного значения (инв № 394/1824).

## Описание
Сохранившаяся часть мавзолея представляет собой подземный склеп. Склеп имеет форму четырёхконечного креста размером 5,4×5,4 м, наружный план имеет форму квадрата. Центральная часть креста была перекрыта куполом, который по большой части разрушен. Свод в северной части склепа также рухнул. Выступающие в полу камни определяют положение могилы, западный конец которой отмечен невысокой стеллой с вершиной, обработанной плоскими сталактитами. В южной стене склепа имеется неглубокая четырёхугольная ниша, в которой расположен михраб. Верх ниши урашен сталактитами, а боковые стороны — тонкими гранёными колонками. В михрабе высечен китабе с арабской надписью. Над михрабом имеется небольшой свод из цельного куска камня. Эта каменная плита сильно повреждена, но на ней сохранились следы окаймления и едва различимой китабе. Над михрабом имеется четырёхугольное отверстие, которое является началом коленчатого канала. 
Как внешние, так и внутренние архитектурно-конструктивные элементы памятника сделаны из известняка.